# 氷川信仰
氷川信仰（ひかわしんこう）とは、スサノオに対する神道の信仰の一つである。

## 概要
『日本三代実録』や『延喜式神名帳』に「氷川神（ひかわのかみ）」と記載され、正四位上まで昇った。これが現在、氷川信仰の総本社とされる埼玉県さいたま市大宮区にある氷川神社の前身である。
農業用水として役割が大きい半面氾濫を起こす暴れ川・荒川の本支流域に多く、ヤマトタケルの東征経路や、8世紀に出雲族出身の无邪志国造が開拓したと伝えられる地域と一致した分布を示しており、氷川という名も出雲国の簸川（ひかわ、現在の斐伊川）に由来するとされる。
中世以降、源頼朝を始めとする坂東武者の信仰の対象にもなり、各地へ勧請された。氷川神社より勧請を受けた神社は、関東地方を中心におよそ1,000社ある。かつては「氷川明神」と称し、江戸時代には江戸市中の7社を特に「江戸七氷川」と称したこともあった。現在、スサノオ以外にもクシナダヒメ・大国主の妻子（孫）を配祀する社が多い。

## 系統
出雲地方から直接勧請された神社は「須賀神社」「八雲神社」「出雲神社」などと称している場合が多く、これに対し、かつて牛頭天王を祭っていた祇園信仰の系譜を引く神社は明治以降「八坂神社」・「祇園神社」・「津島神社」等と称したところが多い。同じスサノオ信仰でも、氷川神社と称している諸社はそれら両系統とも異なり独自の信仰圏を形成している。

## 異説
実は本来の「氷川神」はスサノオではなく見沼の水神とも謂われる自然神であって、その信仰にヤマト族や出雲族の産土神であるスサノオ信仰が融合してできたのが現在の氷川信仰であるという説がある。